# CNOT

Условное обозначение вентиля CNOT для квантовых схем. Верхний вентиль — управляющий, нижний инвертируется, когда на управляющий вход подана единица.

Контролируемое отрицание (C-NOT', CNOT, управляемое «НЕ») — это обратимый логический вентиль, реализующий операцию, сходную с классическим XOR, частный случай класса вентилей C-U (контролируемые операции U). Имеет 2 входа и 2 выхода.
Первый вход — управляющий сигнал, второй вход — бит, который будет инвертирован в случае, если на управляющем входе подана единица. Классический логический вентиль NOT имеет 1 выход, но для сохранения обратимости в вентиле C-NOT требуется 2 выхода, на дополнительный выход подается неизменённый управляющий сигнал.
Широко применяется в качестве квантового вентиля, когда он инвертирует второй кубит только для тех входных квантовых состояний, в которых первый (управляющий) кубит равен единице. Любая квантовая операция может быть реализована при помощи логического вентиля «контролируемое отрицание» (CNOT) и поворота состояния одного кубита.
Матрица преобразования данного вентиля имеет вид:
{\displaystyle CNOT={\begin{bmatrix}1&0&0&0\\0&1&0&0\\0&0&0&1\\0&0&1&0\end{bmatrix}}}
Также CNOT можно представить в виде таблицы истинности:
| Вход | Вход |  | Выход | Выход |
| ---- | ---- |  | ----- | ----- |
| 0    | 0    |  | 0     | 0     |
| 0    | 1    |  | 0     | 1     |
| 1    | 0    |  | 1     | 1     |
| 1    | 1    |  | 1     | 0     |

Первую физическую реализацию квантового вентиля CNOT получили в 1995 году. В этой реализации использовался один ион 9Be+, а два кубита были реализованы согласно схеме предложенной Cirac и Zoller на различных его состояниях (сверхтонкое расщепление ²S1/2 для целевого кубита и 2 состояния гармонического осциллятора для управляющего кубита). Надежность работы элемента составила около 90 %.